# سوکت ۹۳۹
سوکت ۹۳۹ یک سوکت پردازنده مرکزی رایانه است که توسط شرکت ای‌ام‌دی، در سال ۲۰۰۴ میلادی ساخته شده‌است تا جایگزین سوکت قبلی خود سوکت ۷۵۴ برای پردازنده‌های آتلون ۶۴ شود. سوکت AM2 در ماه مه 2006 میلادی، جایگزین این سوکت شد. این سوکت، دومین سوکت طراحی شده برای پردازنده‌های معماری ایکس۶۴  شرکت ای‌ام‌دی است.

## دسترسی پذیری
پردازنده‌ها و مادربوردهای سوکت ۹۳۹ در ژوئن ۲۰۰۴ میلادی در دسترس قرار گرفتند و در مه ۲۰۰۹، سوکت AM2 جایگزین این سوکت شد. AMD تولید تولید این سوکت را متوقف کرد تا روی بن‌سازه‌های جدید تمرکز کند. با این حال، از زمانی که AMD روی سوکت جدید AM2 خود تمرکز کرد، باز هم بیش از یک مادربورد جدید با استفاده از یک چیپست مدرن تولید شده‌است. در سال ۲۰۰۹ میلادی، شرکت سازندهٔ مادربورد ASRock، یک مادربورد جدید معرفی کرد که در آن از سوکت ۹۳۹ استفاده شده بود. در این مادربورد از چیپست AMD 785G IGP و SB710 Southbridge استفاده شد.
پردازنده‌های تک هسته ای و دو هسته ای با نام‌های Athlon 64، Athlon 64 FX, Athlon 64 X2، Sempron و Opteron برای این سوکت ساخته شده‌اند. پردازندهٔ Opteron 190، دارای سرعت کلاک ۲٫۸ گیگاهرتز و یک مگابایت حافظه پنهان سطح ۲ برای هر هسته، سریعترین پردازنده دو هسته ای تولید شده برای این سوکت بود، اما این پردازنده در دسترس عموم نبود. Opteron 185 و Athlon 64 FX-60 با سرعت کلاک کمی کندتر از ۲٫۶ گیگاهرتز، سریعترین پردازنده‌های دو هسته ای برای این سوکت بودند. Opteron 156 با سرعت ۳ گیگاهرتز کمی سریعتر کار می‌کند، و این سریعترین پردازنده تک هسته ای است که از رابط سوکت ۹۳۹ پشتیبانی می‌کند.

## مشخصات فنی
سوکت ۹۳۹ از حافظه دو کاناله DDR SDRAM با پهنای باند حافظه ۶٫۴ گیگابایت بر ثانیه پشتیبانی می‌کند. پردازنده‌های این سوکت از مجموعه دستورالعمل‌های SSE2، SSE3 و !3DNow پشتیبانی می‌کنند. از یک پیوند ۱۶ بیتی HyperTransport تا 1000 MT/s بهره می‌برد.